# Miguel Apafi I
Miguel Apafi I de Apanagyfalva (en húngaro: I. Apafi Mihály) (Ebesfalva, Transilvania 3 de noviembre de 1632 - Fagaras, Transilvania 15 de abril de 1690). Noble húngaro, Príncipe de Transilvania (1662-1690).

## Biografía
Miguel nació como hijo de Jorge Apafi (1588 - 1635), el ispán de Küküllő y de Bárbara Derzs Petky (+1660), miembros de la nobleza alta húngara de finales del siglo XVI. Su infancia transcurrió en la propiedad de sus abuelos en Nagysajó y luego de terminar su escuela en 1650 fue enviado a la corte de Jorge Rákóczi II, el Príncipe de Transilvania, donde sirvió durante tres años. El 10 de junio de 1653 se casó con Ana Bornemissza, quien le dio 14 hijos a Miguel, de los cuales solo sobrevivió un hijo varón llamado igual que su padre.
Ese mismo año, Apafi luchó en la campaña en Moldavia, luego en 1655 en Valaquia y en 1657 en Polonia, donde fue llevado prisionero a Crimea con los restos del ejército de Transilvania. En noviembre de 1560 finalmente regresó a casa luego de estar privado de su libertad por casi 3 años, pues su familia con gran dificultad pudo reunir la suma necesaria para comprar su libertad.
Ante la caótica situación política en Transilvania, Apafi se retiró a sus propiedades familiares, hasta que pronto Ákos Barcsay, el Príncipe transilvano del momento renunció por el descontento general que reinaba. Juan Kemény fue elegido en el lugar de Barcsai, sin embargo los turcos (que mantenían la tutela del gobierno en Transilvania, no habían confirmado la elección. Kemény pronto renunció firmando un acuerdo con los turcos y pidió la protección del emperador Leopoldo I de Habsburgo, quien era también el rey de Hungría. Como respuesta, el Imperio Otomano envió un ejército contra Transilvania, y el 5 de septiembre de 1661, el comandante de las fuerzas, el pachá Ali nombró a Miguel Apafi como Príncipe de Transilvania en el campo de Libáncs, cerca de Marosvásárhely.
De esta manera, en 1661, Miguel llegó al trono de Transilvania con asistencia turca, luego de haber vencido los ejércitos del Príncipe transilvano Juan Kemény. Tomó parte de las numerosas batallas turcas contra los austríacos como vasallo del sultán, pero ya desde 1664 comenzó a pactar en secreto con los Habsburgo. Sin embargo en la paz de Vasvár de 1664, el emperador germánico y rey húngaro Leopoldo I de Habsburgo, reconoció que Transilvania era un Estado vasallo de los otomanos y con esto el sultán detuvo los ataques armados a los germánicos.

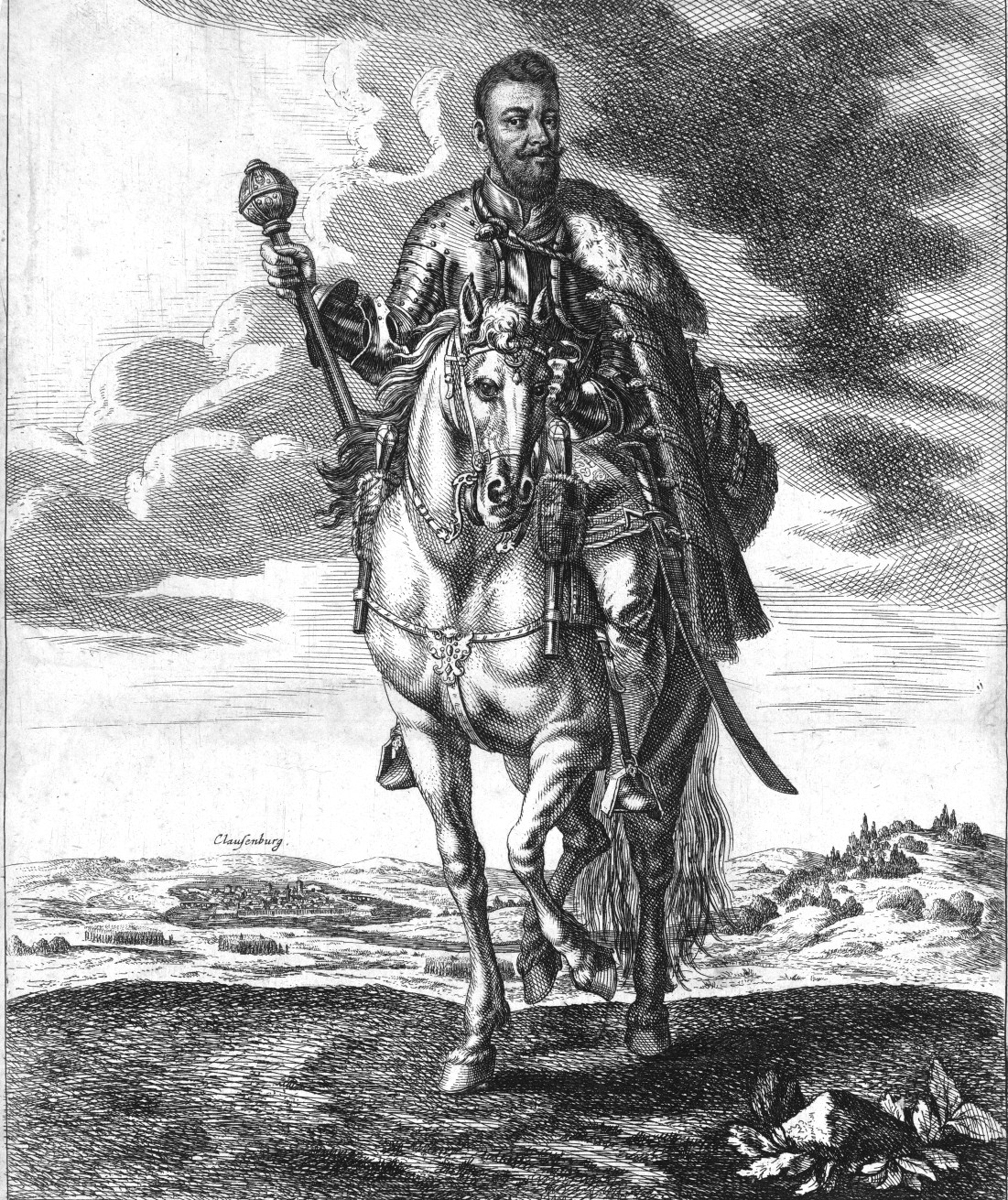
Miguel Apafi I, Príncipe de Transilvania.

Apafi resultó ser un gobernante bastante ineficiente, resolviendo muchos asuntos de Estado su propia esposa Ana Bornemissza y el canciller Miguel Teleki. En 1683, El sultán Mehmed IV le ordenó a Apafi que se uniese al asedio de Viena, llevando así sus tropas a la Batalla de Kahlenberg. Tras el fallido intento de los otomanos, se vieron forzados a replegarse y en 1686, la Santa Liga católica conducida por Leopoldo I invadió los territorios húngaros bajo dominio turco y tras un largo asedio expulsó a los otomanos, anexionando estas regiones a aquellas que ya se hallaban desde 1541 bajo control germánico. El Reino húngaro comenzaba a recuperar su forma luego de casi siglo y medio.
Para 1687, Leopoldo I avanzó hacia Transilvania y la ocupó exitosamente, obligando a Apafi a rendirse ante él, quien después de todo era el legítimo rey de Hungría. Apafi murió el 15 de abril de 1690 en Fogaras.
| Predecesor: Juan Kemény | Príncipe de Transilvania 1662-1690 | Sucesor: Miguel Apafi II |